# Trigonostigma
Trigonostigma is een geslacht van straalvinnige vissen uit de familie van eigenlijke karpers (Cyprinidae).

## Soorten
- Trigonostigma espei (Pappenheim, 1914)
- Trigonostigma hengeli (Meinken, 1956)
- Trigonostigma heteromorpha (Duncker, 1904) – Kegelvlekbarbeel
- Trigonostigma somphongsi (Meinken, 1958)